# Уильям де Феррерс из Гроуби
Уильям (I) де Феррерс (англ.  de Ferrers; ок. 1240 — до 20 декабря 1287) — английский рыцарь и землевладелец, второй сын Уильяма (III) де Феррерса, 5-го графа Дерби, от второго брака с Маргарет де Квинси.

## Биография
Отец завещал ему поместья Фейрстид, Стеббинг и Вудхэм в Эссексе. От матери, Маргарет де Квинси, дочери и сонаследницы Роджера де Квинси, 2-го графа Уинчестера, Уильям унаследовал поместье Гроуби в Лестершире и Ньюботтл в Нортгемптоншире, а также часть владений в Шотландии. Кроме того, старший брат Роберт де Феррерс, 6-й граф Дерби, передал Уильяму ряд владений в Лестершире.
Как и брат, Уильям во второй баронской войне держал сторону Симона де Монфора. В 1264 году был захвачен в плен королевской армией в Нортгемптоне, но в июле 1266 года получил королевскую амнистию.
Уильям умер до 20 декабря 1287 года.

## Брак и дети
1-я жена: с 1270 Анна, вдова Колбана Макдуфа, графа Файфа. О её происхождении существует несколько версий. Согласно одной она была дочерью Хью (II) ле Диспенсера, 1-го барона Диспенсера. По другой версии она дочь Алана Дорварда, графа Атолла. Дети:
- Уильям (II) де Феррерс (30 января 1272 — 20 марта 1325), 1-й барон Феррерс из Гроуби с 1299

Вероятно, что от этого брака родилась дочь:
- Энн де Феррерс; муж: Джон де Грей (ум. 28 октября 1323), 2-й барон Грей из Уилтона с 1308

2-я жена: Элеонора Лувенская (ум. после 3 мая 1326), дочь Мэтью Лувенского и Мюриэли. Детей от этого брака не было.
После смерти мужа Элеонора вышла замуж вторично, её мужем ранее 28 января 1289 стал Уильям Смелый Дуглас (ум. 1298), 4-й барон Дуглас. После смерти Уильяма Дугласа третьим мужем Элеоноры стал сэр Уильям Бэгот из Стаффордшира (ум. 1324).